# 쿠플레
쿠플레(couplet)는 운율이 맞고 동일한 운율을 가진 연속된 두 줄의 행이다. 쿠플레는 닫힌 형태이거나 열린 형태일 수 있다. 닫힌 쿠플레에서는 두 줄이 모두 종료되어 운문의 줄 끝에 문법적 멈춤이 있음을 의미한다. 열린 쿠플레에서는 첫 번째 줄의 의미가 두 번째 줄로 이어진다.

## 배경
"쿠플레"라는 단어는 "못으로 고정되거나 경첩으로 고정된 두 개의 철 조각"을 의미하는 프랑스어에서 유래했다. "쿠플레"라는 용어는 1590년 P. 시드니 경의 아카디아에서 연속된 운문의 줄을 설명하는 데 처음 사용되었다. 
쿠플레는 전통적으로 운율이 맞지만, 모든 쿠플레가 그런 것은 아니다. 운율이 맞지 않는 경우 쿠플레를 표시하기 위해 공백을 사용할 수 있다.

## 같이 보기
- 카비르
- 대구 (수사법)